# 李仁福
李仁福（？—933年），本名拓跋仁福，是五代十国时期党项族的首领，为李思恭的儿子，作为定难军的蕃部指挥使，戍兵于外。开平三年（909年）春，牙将高宗益作乱，杀害定难节度使李彝昌。本州军吏迎立李仁福为帅。四月，后梁太祖朱温降制授仁福检校司空，充定难军节度使。晋王李克用遣大将周德威联合岐王李茂贞邠、凤之师五万同攻夏州，李仁福固守一月有余，后梁援军至，周德威撤退，朱温大喜，授李仁福检校太保、同平章事。李仁福在后梁灭亡后，继续向后唐称臣，官至检校太师、兼中书令，封朔方王。唐明宗长兴四年（933年）三月，李仁福卒，朝廷追封虢王，赠韩王。子李彝超嗣位，自立为留后。

## 家庭

### 妻
- 吴国太夫人渎氏

### 子
- 李彝温
- 李彝超
- 李彝殷
- 李彝敏
- 李彝俊
- 李彝谨，母渎氏
- 李彝氲

| 前任： 李彝昌 | 定难节度使 909年—933年 | 繼任： 李彝超 |

## 延伸阅读
[在维基数据编辑]
 《舊五代史/卷132》，出自薛居正《舊五代史》
 《新五代史/卷40》，出自歐陽修《新五代史》